# Vinificatie

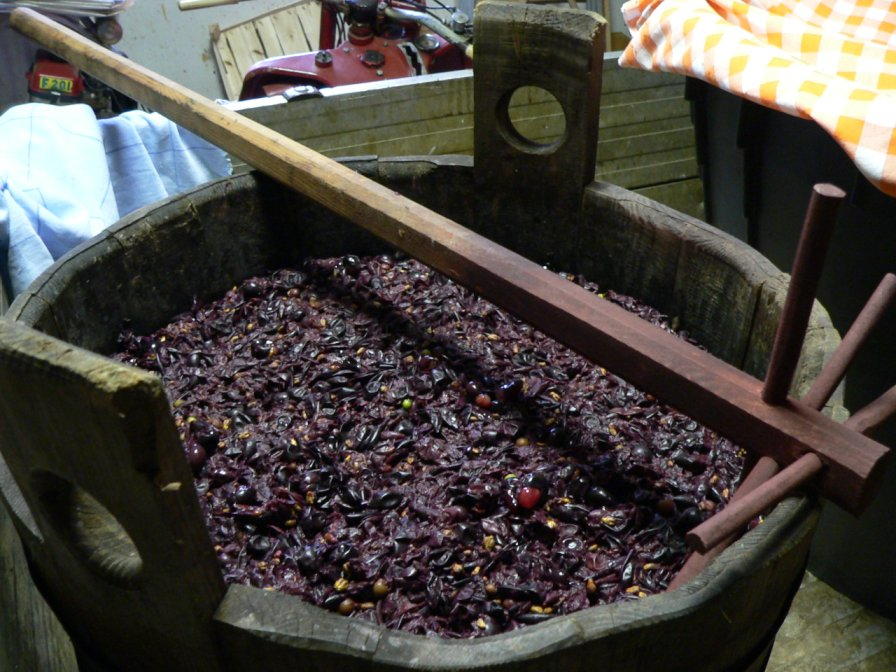
Druiven worden gekneusd om most te maken

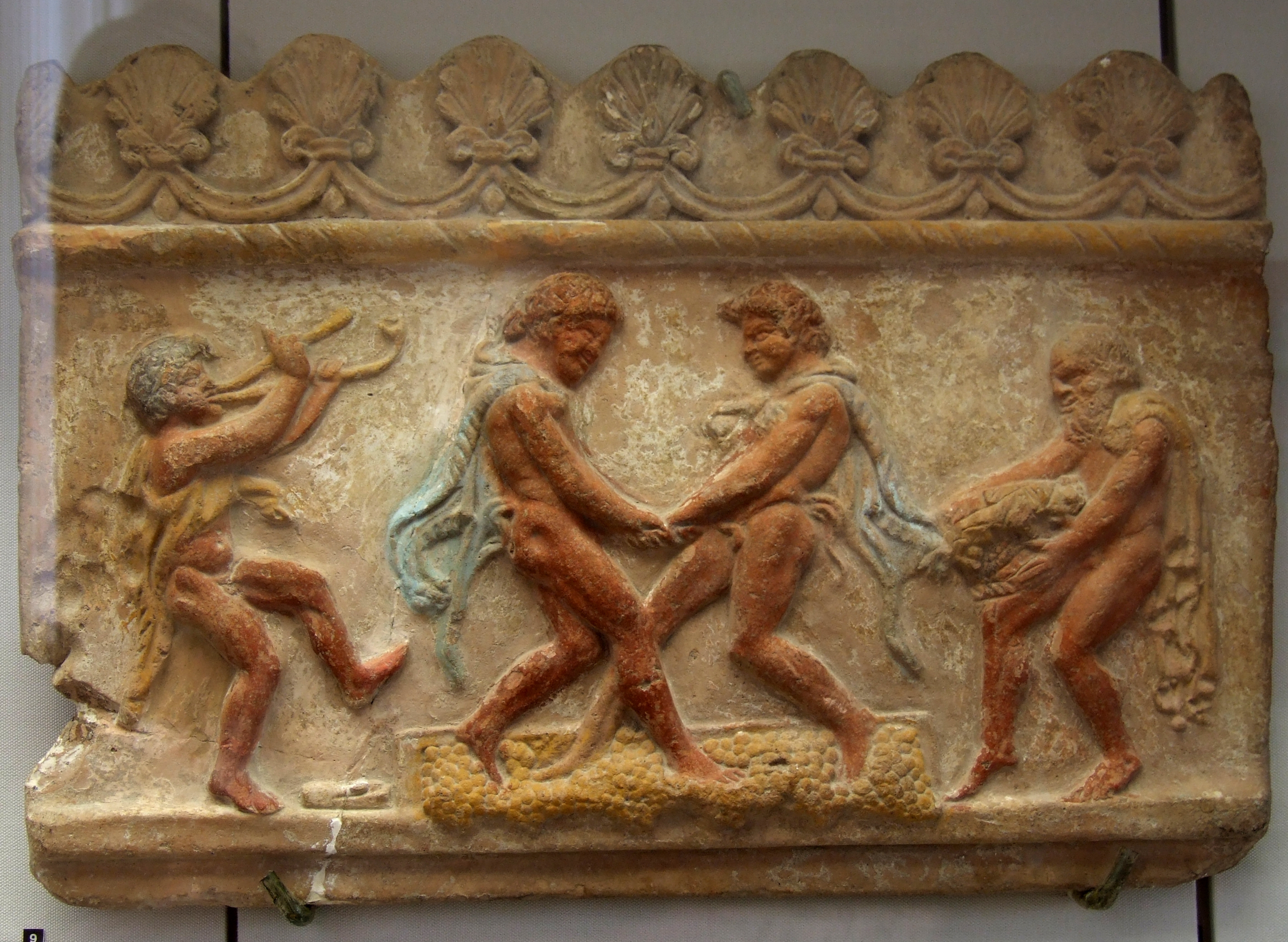
Het kneuzen van druiven door ze te treden met de blote voeten komt tegenwoordig nog zelden voor.

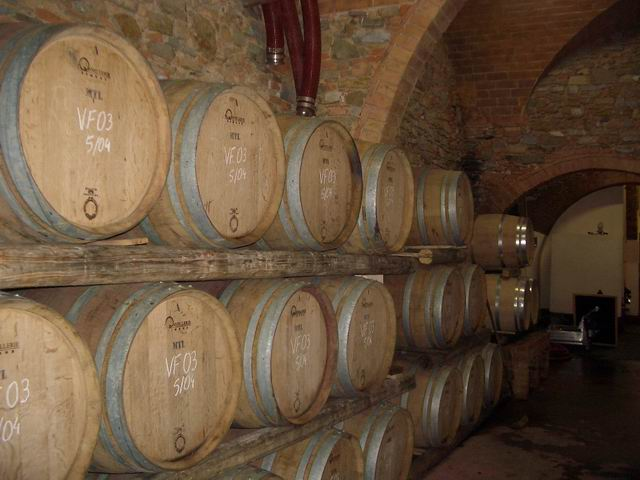
Eiken tonnen worden traditioneel gebruikt voor het gistingsproces

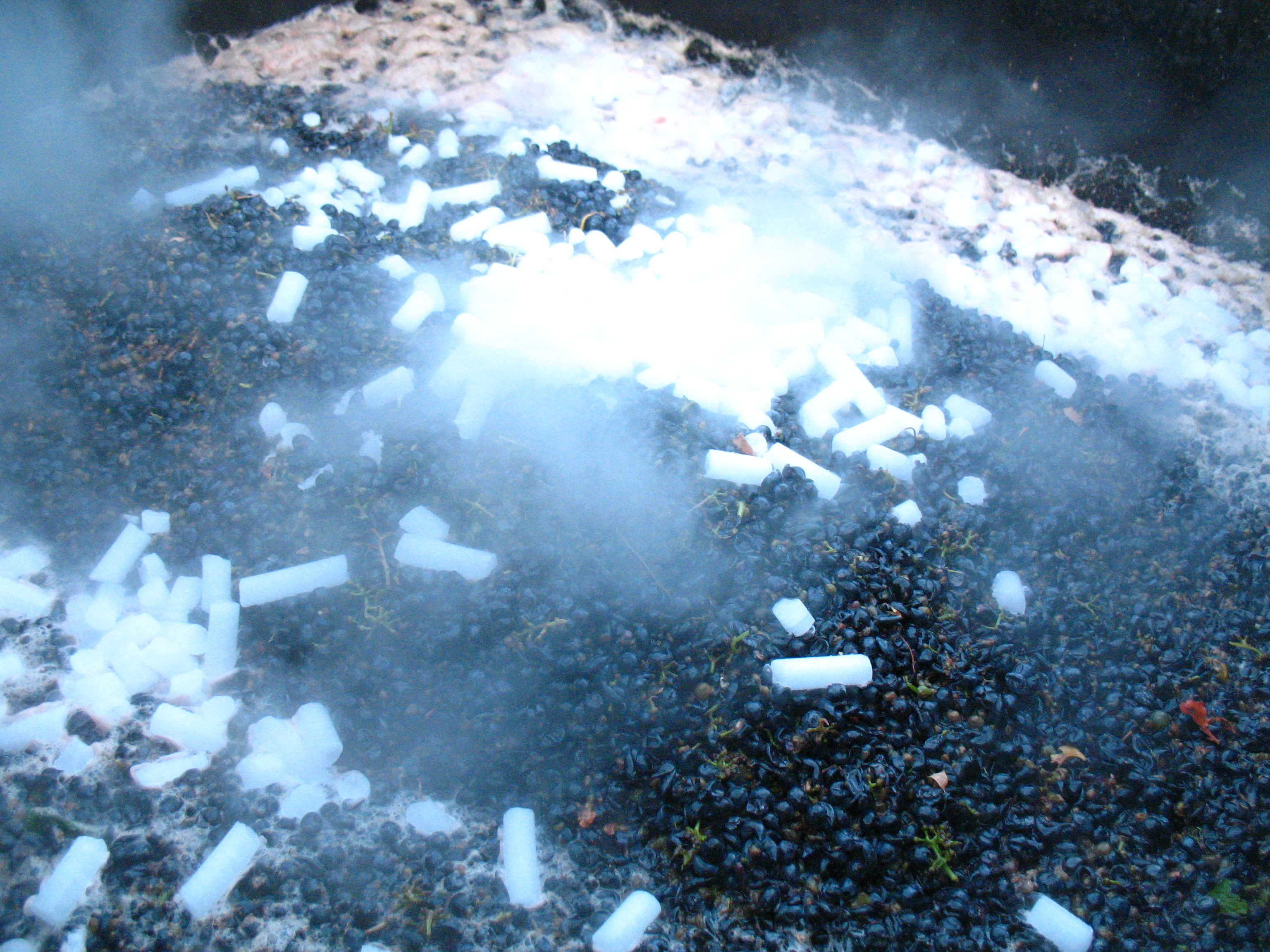
Zodra druiven gekneusd zijn beginnen de van nature op de schil zittende gistcellen de suikers in het sap om te zetten in alcohol en koolzuur. Bij lage temperatuur wordt dit proces vertraagd. Hier in Californië lost men een te vroege gisting op door droogijs aan de versgeplukte druiven toe te voegen. Water-ijs kan niet gebruikt worden omdat dit de most zou verdunnen.

De vinificatie of wijnbereiding is het geheel van de verrichtingen noodzakelijk voor de verandering van de most (de geperste druiven) in wijn. Sommige van deze verrichtingen zijn noodzakelijk, zoals de alcoholische vergisting (of alcoholische fermentatie) en andere mogelijk, om het profiel van de wijn te verfijnen, zowel op aromatisch niveau als qua smaak.

## Wetenschappelijke basis
De werkzaamheden van Louis Pasteur in de 19e eeuw hebben aan de wijnbereiding een wetenschappelijke basis gegeven.
- Correcties van wijnoogsten
  - chaptaliseren
  - concentratie door omgekeerde osmose
  - verzuring
- alcoholische vergisting
- malolactische vergisting

## Rode wijn
Voor de vinificatie van rode wijn bestaat een aantal methoden.

### Conventionele vinificatie
Conventionele vinificatie is de meest gangbare manier van wijn maken, de manier die op veel opleidingen in de westerse wereld wordt onderwezen. Bij deze manier van wijn maken streeft men naar een industrieel, effectief proces waarbij met mechanische ingrepen (zoals overpompen, filteren) en toevoegen van hulpmiddelen (zoals gekweekte gisten, enzymen, suikers en zuren) wordt gezorgd voor een voorspelbaar eindproduct. Naast deze conventionele vinificatie zijn er ook andere manieren van wijnmaken die niet sturen op voorspelbaarheid, maar wijn meer benaderen als natuurproduct dat per jaar kan verschillen. Zie bijvoorbeeld de wijnbouw in Georgië en de natuurwijn-beweging die wereldwijd steeds meer aanhangers heeft. 
De eerste stap in het conventionele proces is het plukken van de druiven. Afhankelijk van de behoefte aan meer of minder tannine worden de druiven van steeltjes ontdaan (met de égrappoir). Vervolgens worden de druiven gekneusd in de kneuzer (de fouloir). Ontstelen en kneuzen kunnen ook tegelijk worden uitgevoerd. De hieruit ontstane most wordt in een houten, betonnen, kunststoffen of roestvast staal gistvat of kuip overgebracht. Er wordt zo nodig wat zwavel toegevoegd ter voorkoming van oxidatie, schimmels, bacteriën en wilde gisten. Als er juist gebruikgemaakt wordt van de spontane gisting door "wilde" gisten wordt zo min mogelijk of geen zwavel gebruikt.
Bij de eerste gisting (of alcoholische vergisting) worden de suikers door de gist omgezet in alcohol. Door zo nodig te koelen wordt een ideale temperatuur van 20 à 30 graden behouden (boven 32 graden sterven de gistcellen). Het ontstane koolzuur duwt vaste stoffen (inclusief geur, kleur en tannine) naar boven (de hoed). Door roeren of pompen (remontage) wordt dit tegengegaan.
De most blijft 2 tot 14 dagen (soms wel tot 3 weken) gisten in de kuip, in sommige gevallen op het laatst afgedekt zodat er geen lucht bij de druiven kan komen. Daarna wordt de wijn van de vaste stoffen gescheiden door hem af te laten lopen (de druppelwijn of vin de goutte), qua hoeveelheid 85%, en daarna te persen (perswijn of vin de presse) harder met extra tannine en plantaardige stoffen 15%. Deze kunnen in aparte fusten worden opgevoed.
Bij een eventuele tweede gisting of malolactische gisting, in de lente als de temperaturen in de kelders oplopen, worden de aanwezige harde appelzuren door bacteriën omgezet in het mildere melkzuur.
De wijn moet regelmatig en op tijd worden overgestoken op een schoon fust om niet te lang met zijn oude bezinksel contact te hebben. Vervolgens kunnen de verschillende fusten – waarin eventueel ook verschillende druivenrassen - gemengd worden door de keldermeester of oenoloog (het egaliseren). Hierbij kan ook een deel van de perswijn gebruikt worden.

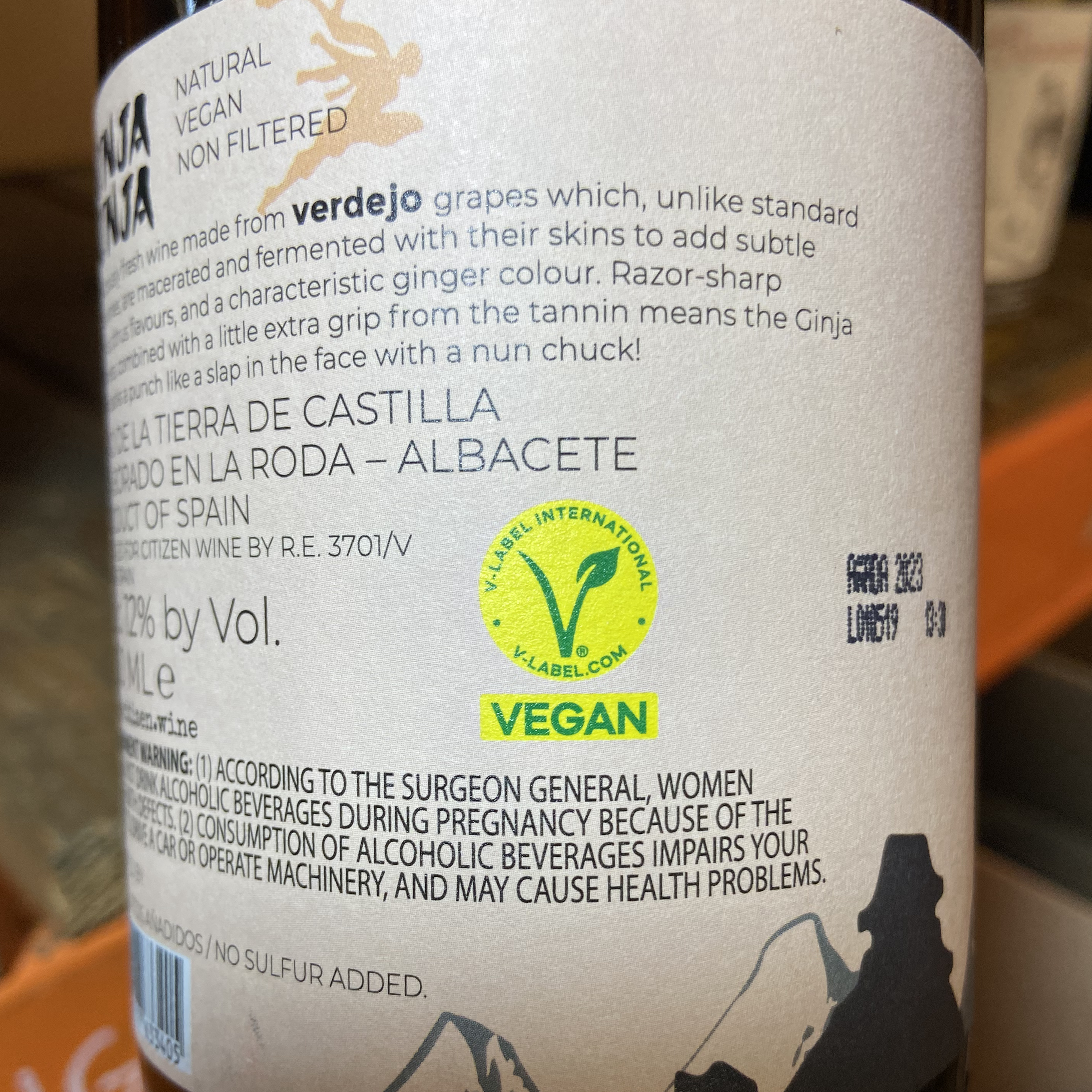
Vegan label op een fles natuurwijn

Vervolgens wordt de wijn gefilterd en / of geklaard (helder gemaakt, in Frankrijk collage genoemd) met behulp van bentoniet (een soort kleikorrels die ook in kattenbakgrit zitten), eiwit, gelatine of vislijm. Veel wijn is daarom niet geschikt voor veganisten: eiwit, gelatine en vislijm zijn dierlijke producten. Natuurwijnen (die zonder toevoegingen gemaakt worden) en wijnen met het vegan-label zijn wel geschikt voor veganisten. 
Na filtrage en klaren wordt de wijn gebotteld of per tankwagen afgeleverd bij een klant. Sommige wijnen rijpen nog een tijd in de fles voordat ze op de markt worden gebracht.

### Thermovinificatie
Gebruik wordt gemaakt van het feit dat de kleurstoffen aan de binnenzijde van de schil sneller oplossen bij hogere temperatuur. De druiven worden in een RVS tank gedaan en gedurende enkele uren verhit tot 50 tot 75 graden. Het geheel wordt vervolgens afgekoeld en geperst. Door toevoeging van gist start de vergisting en daarna hebben we een wijn met veel kleur en een soepele smaak, want de tannines hebben geen kans gehad. De wijn is snel op dronk en heeft een korte levensduur.

### Macération carbonique
De tannine en zuren in traditioneel gevinificeerde wijn hebben lange tijd nodig om op dronk te komen. Via de Macération carbonique is men erin geslaagd een goede wijn te maken die snel op dronk is.
Een RVS tank (cuve) van 35 hl wordt gevuld met de ongekneusde druiven met de steeltjes en ingespoten met koolzuurgas. Een aantal druiven zal door het transport en het gewicht openbarsten. Bij 18 graden veroorzaakt de verstikking in de druif een gisting in de hele druif. De bouquet- en aromastoffen aan de binnenzijde van de schil worden door het kleine beetje gevormde alcohol opgenomen in het sap. Na dit proces van enkele dagen tot drie weken wordt de RVS tank leeggehaald en de massa geperst. Het paarse sap vergist verder tot alle suikers in alcohol is omgezet. De tweede of malolactische gisting kan plaatsvinden door een geforceerde temperatuursverhoging van de RVS tank.

### Continue vinificatie
Dit zijn volautomatische wijnfabrieken waar tafelwijn wordt gemaakt, vaak bij coöperaties. Er wordt gebruikgemaakt van verschillende rijpingstijden van druiven om de capaciteit optimaal te benutten. Ontstelen, kneuzen en transport naar de cuves geschiedt automatisch. Na de gisting tapt men de wijn af en wordt de rest geperst.

## Witte wijn
Voor de vinificatie van witte wijn bestaan een aantal methoden.

### Droge witte wijn
Witte wijn kan zowel van blauwe als witte druiven worden gemaakt. De druiven worden geperst en van alle vaste stoffen ontdaan door bezinken, filteren of centrifugeren. De schillen maken geen deel uit van de most. Het sap mag niet in aanraking komen met zuurstof wegens het gevaar van oxidatie.
Het gistingsproces vindt meestal plaats in RVS cuves, omdat temperatuursbeheersing belangrijk is. Witte wijn vergist door toevoeging van gekweekte gisten in ongeveer 2 weken bij een temperatuur van 14 tot 20 graden. Door filtratie kan de 2e gisting worden voorkomen voor jong drinkbare wijn.
Het grootste deel van de witte wijnen is voor directe consumptie geschikt.

### Macération pelliculaire
Bij macération pelliculaire of macération préfermentaire laat men de schillen van de gekneusde druiven gedurende enkele uren tot een dag bij lage temperatuur weken in hun eigen sap. De schillen laten dan geur en smaakstoffen los die direct worden opgenomen in de most. Het resultaat is een droge, witte wijn die extra geurig is en vol rijp, exotisch fruit.

### Zoete witte wijn
Het vinificatieproces bij zoete witte wijn is hetzelfde als bij droge witte wijn. Bij de vergisting blijft normaal gesproken de gisting doorgaan totdat alle suiker is omgezet in alcohol. Maar wanneer de most heel zoet is stopt de alcoholische vergisting vanzelf bij een alcoholpercentage van ongeveer 14 à 15%. De gistcellen sterven dan af. De vergisting kan ook gestopt worden door toevoeging van zwaveldioxide, alcohol of door de gistcellen eruit te centrifugeren.

## Roséwijn
Roséwijn is een eigen wijntype met een eigen vinificatie en geen lichte rode wijn en ook geen witte wijn met een kleurtje. Het mengen van rode en witte wijn is echter ongebruikelijk of zelfs niet toegestaan. Een uitzondering op deze regel vormt de roséchampagne.
De belangrijkste methodes die men gebruikt om rosé te maken, zijn:
- directe persing
- korte inweking
- mengen van blauwe en witte druiven

### Directe persing
De blauwe druiven gaan meteen na de oogst in de pers. De pers zorgt voor weinig contact tussen het druivensap en de schillen. Hierdoor ontstaat de licht rode kleur. Mocht er te weinig kleur aan de wijn zitten voegt men sap toe van de laatste persing, waar veel kleurstoffen in zitten. Vervolgens wordt de most net zo behandeld als witte wijn. Deze techniek wordt in Frankrijk voornamelijk toegepast in het Loiregebied.

### Korte inweking
Bij deze methode maakt men rode en roséwijn tegelijkertijd. Bij de productie laat men rode wijnsap weglopen, zodat de most voor de rode wijn relatief meer schillen bevat. Het weggelopen sap heeft een licht rode kleur. Dit sap kan worden opgevangen om er rosé van te maken. Deze methode wordt in Frankrijk veel toegepast in de Provence en Tavel.
Ook is het mogelijk de wijn te maken door bij de eerste gisting al na één of enkele dagen de wijn te laten aflopen en de schillen te persen. De verdere gisting vindt dan plaats in het vat. Zo krijgt men een wijn donkerder dan rosé, maar net wat lichter dan rode wijn. In Hongarije heet deze wijn (ook) "siller"/"Schiller". In Paks in Hongarije vindt jaarlijks het landelijk festival plaats: het "Országos Siller fesztivál".

### Mengen van blauwe en witte druiven
Mengen van rode en witte wijn is niet toegestaan bij commerciële wijn. Het mengen van blauwe, rode en witte druiven is wel toegestaan. Bij deze methode worden de witte en rode druiven gezamenlijk vergist. Dit type rosé komt voornamelijk voor in Duitsland, Oostenrijk en Hongarije onder de naam "Schiller" of "siller".

## Mousserende wijn
Voor de vinificatie van mousserende wijnen bestaan een aantal methoden die in verschillende landen onder verschillende namen bekend zijn:
- Méthode traditionnelle / Méthode Champenoise>Uitsluitend Champagne / Vino Espumoso Metodo Tradicionel (Spanje) / Klassische Flaschengärung (Duitsland)
- Transvasiermethode / Vino Espumoso (Spanje) / Flaschengärung (Duitsland)
- Méthode Charmat / Méthode Cuvee Close / Cranvas (Spanje) / Grossraumgärung (Duitsland)
- Méthode gazéifié / Vino Gasificado (Spanje)